# 盖特罗德
盖特罗德（德語：Gerterode，發音：[ɡɛʁtəˈʁoːdə]）是德国图林根州艾希斯费尔德县曾经的一个市镇，面积6.3平方千米，2017年12月31日人口为350人。2019年1月1日，盖特罗德与另外3个市镇并入市镇下奥舍尔。